# Tratado de 1978 entre los Estados Unidos y Venezuela
El Tratado de Límites marítimos de 1978 entre los Estados Unidos y Venezuela (en inglés: United States – Venezuela Maritime Boundary Treaty) es un tratado vigente que fijó límites marítimos entre las Islas de Venezuela en el mar Caribe y los territorios dependientes de Estados Unidos de Puerto Rico e Islas Vírgenes de los Estados Unidos.

## Historia
En marzo de 1978 el Presidente de los Estados Unidos Jimmy Carter visita Venezuela.El tratado fue firmado en Caracas el 28 de marzo de 1978. El límite establecido por el texto del tratado es de 304 millas náuticas de largo que se compone de  21 segmentos de línea recta definidos por 22 puntos de coordenadas individuales. Dos terceras partes de la frontera marítima son una línea equidistante entre las Islas Vírgenes de los Estados Unidos y la Isla de Aves (Venezuela). 
El punto remoto más occidental de la frontera es un punto de intersección triple con las Antillas Neerlandesas y el punto oeste más remoto es un Cuadripunto con las antiguas Antillas Neerlandesas y la República Dominicana . El tratado entró en vigor el 24 de noviembre de 1980 tras haber sido ratificado por ambos países. El nombre completo del tratado es "Tratado de frontera marítima entre los Estados Unidos de América y la República de Venezuela".